# Parafia św. Franciszka z Asyżu w Blachowni
Parafia św. Franciszka z Asyżu – rzymskokatolicka parafia znajdująca się w Blachowni, w dzielnicy Ostrowy. Parafia należy do dekanatu Blachownia w archidiecezji częstochowskiej.

## Historia
Została utworzona 3 czerwca 1988 r. przez biskupa częstochowskiego Stanisława Nowaka z terenu parafii św. Michała Archanioła w Blachowni. Kościół parafialny został wybudowany w latach 1986-2000. Pierwsza Msza Święta odbyła się 4 października 1992 r. Świątynia została poświęcona w dniu 25 kwietnia 1993 r. przez arcybiskupa częstochowskiego Stanisława Nowaka oraz biskupa żytomierskiego Jana Purwińskiego. Konsekracja została dokonana 4 października 2000 r. przez arcybiskupa Stanisława Nowaka.
W 2019 r. parafia liczyła 1101 wiernych.

## Proboszczowie
| imię i nazwisko       | daty urzędowania |
| --------------------- | ---------------- |
| ks. Andrzej Kornacki  | 1985 – 2016      |
| ks. Artur Stopikowski | 2016 – 2021      |
| ks. Marcin Knaga      | 2021 –           |

## Kościoły i kaplice
W parafii znajdują się:
- Kościół św. Franciszka z Asyżu w Blachowni
- Kaplica (tymczasowa) pw. NMP Królowej Polski w Szpitalu Głównym